# Laemanctus
Genre
Laemanctus est un genre de sauriens de la famille des Corytophanidae.
Les espèces de ce genre sont appelées  lézards à casque.

## Répartition
Les espèces de ce genre se rencontrent au Mexique et en Amérique centrale.

## Description
Les deux espèces Laemanctus sont vertes avec des traits noirs, marron et blancs et un casque aplati pour Laemanctus longipes et brun, beige et blanc sous le ventre avec un casque plus allongé pour Laemanctus serratus.

## Liste des espèces
Selon The Reptile Database (27 juillet 2019) :
- Laemanctus julioi McCranie, 2018
- Laemanctus longipes Wiegmann, 1834
- Laemanctus serratus Cope, 1864
- Laemanctus waltersi Schmidt, 1933

## Publication originale
- Wiegmann, 1834 : Herpetologia mexicana, seu Descriptio amphibiorum Novae Hispaniae quae itineribus comitis De Sack, Ferdinandi Deppe et Chr. Guil. Schiede in Museum zoologicum Berolinense pervenerunt. Pars prima saurorum species amplectens, adjecto systematis saurorum prodromo, additisque multis in hunc amphibiorum ordinem observationibus. Lüderitz, Berlin, p. 1-54 (texte intégral).